# Équipe cycliste Terra Safety Shoes

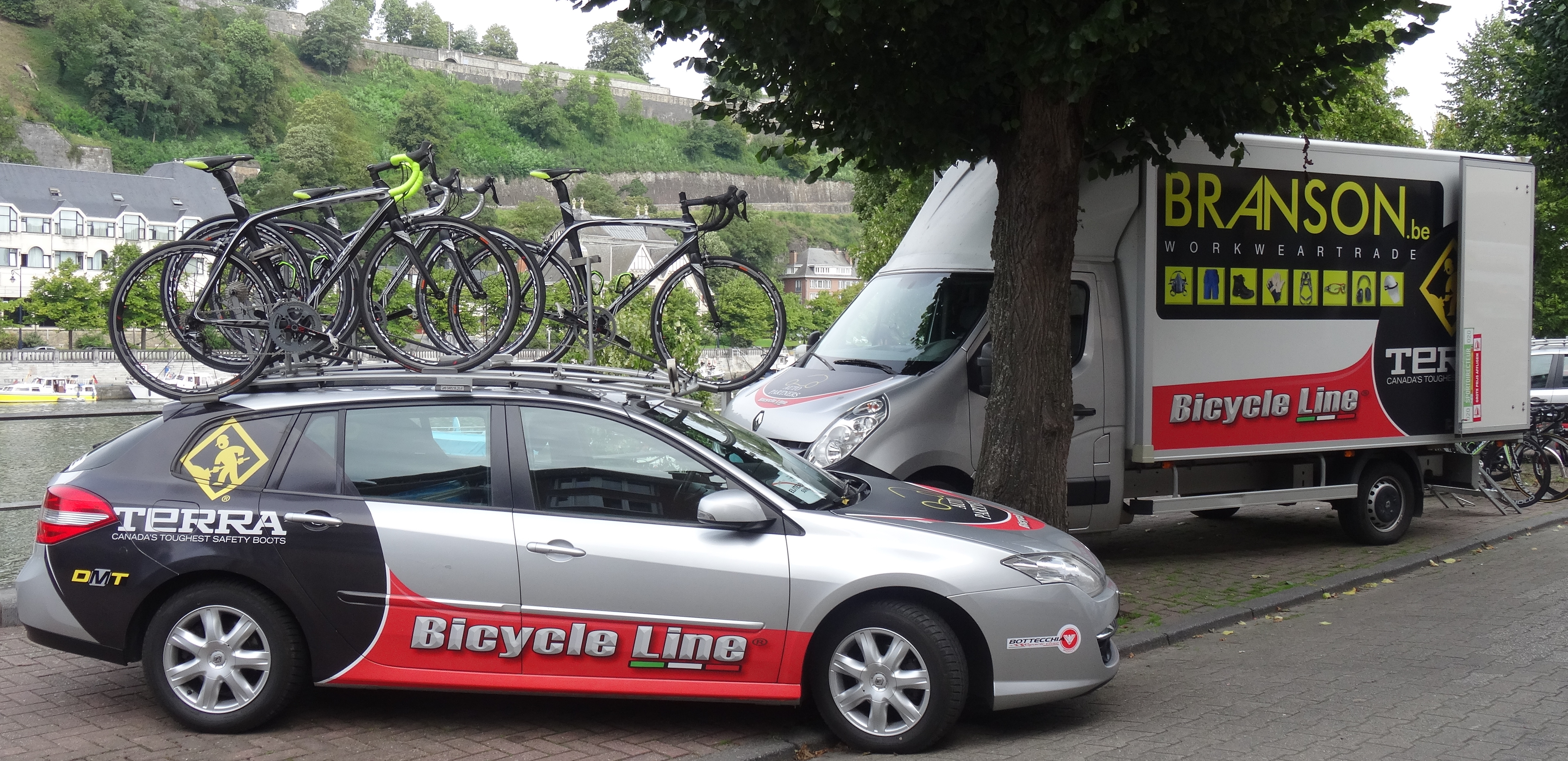
Une voiture et la camionnette de l'équipe, portant encore l'ancien nom, lors de la 1re étape du Tour de la province de Namur 2014.

L'équipe cycliste Terra Safety Shoes est une ancienne équipe cycliste belge basée à Zottegem (Flandre-Orientale).

## Histoire de l'équipe
L'équipe, basée à Zottegem, porte le nom de Terra Footwear-Bicycle Line en 2012 et en 2013. Elle prend le nom de Terra Safety Shoes pour la saison 2014.

## Terra Safety Shoes en 2014

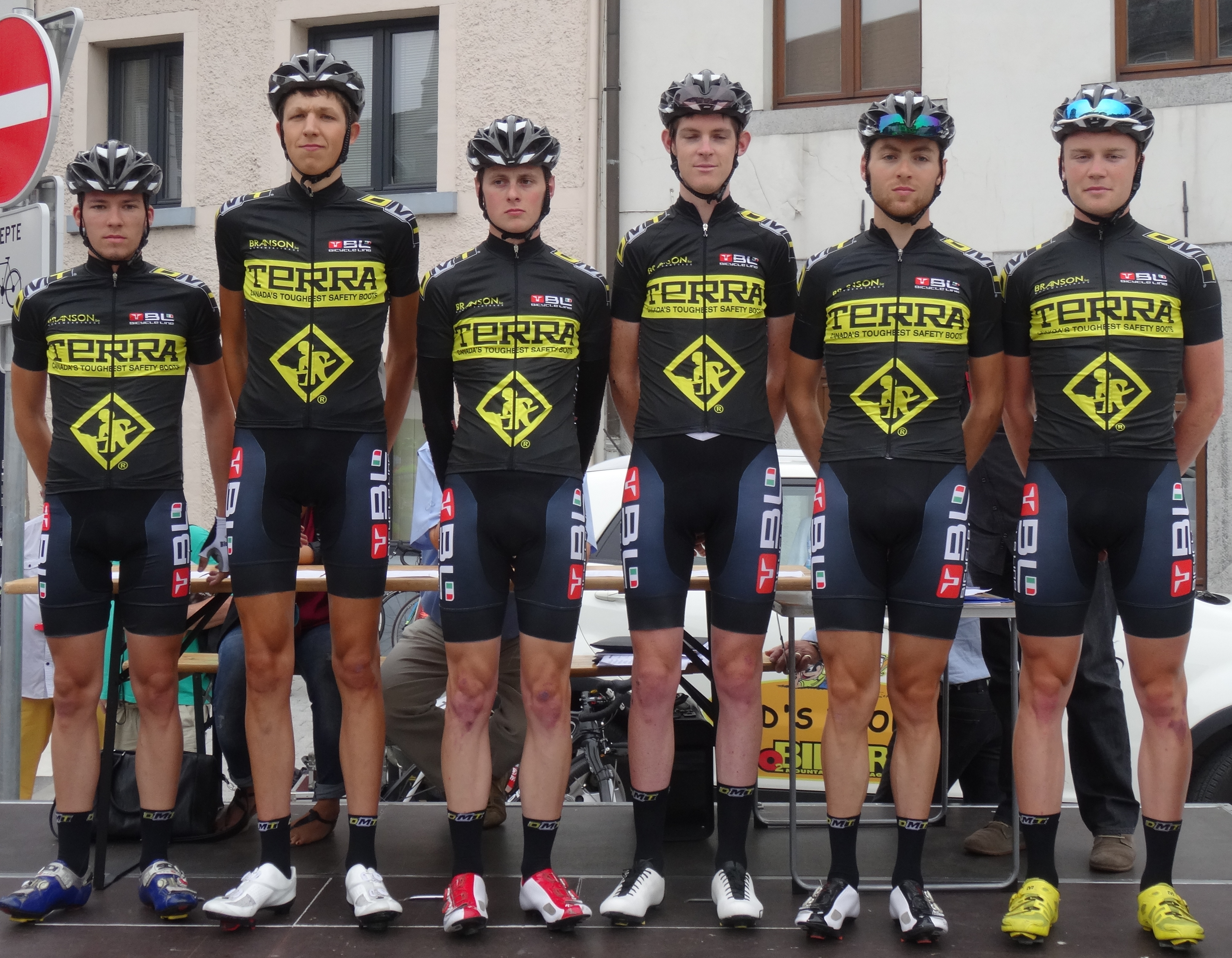
Six coureurs de l'équipe lors de la 1re étape du Tour de la province de Namur 2014.

### Effectif
Dix coureurs constituent l'effectif 2014 de Terra Safety Shoes.
| Cycliste         | Date de naissance | Nationalité      | Équipe 2013 |
| ---------------- | ----------------- | ---------------- | ----------- |
| Nick Bain        | 29 décembre 1994  | Nouvelle-Zélande |             |
| Timothy Cameron  | 30 mars 1991      | Australie        |             |
| Robby De Bock    | 31 mars 1988      | Belgique         |             |
| Liam Glen        | 11 avril 1991     | Royaume-Uni      |             |
| Jelle Goderis    | 24 mars 1991      | Belgique         | 3M U23      |
| Andrew Leigh     | 16 mars 1995      | Royaume-Uni      |             |
| Adam Lewis       | 21 août 1995      | Royaume-Uni      |             |
| Tom Mazzone      | 9 juillet 1993    | Royaume-Uni      |             |
| Eoin McCarthy    | 21 septembre 1993 | Irlande          |             |
| Matthew Zenovich | 26 février 1994   | Nouvelle-Zélande |             |

Quelques coureurs
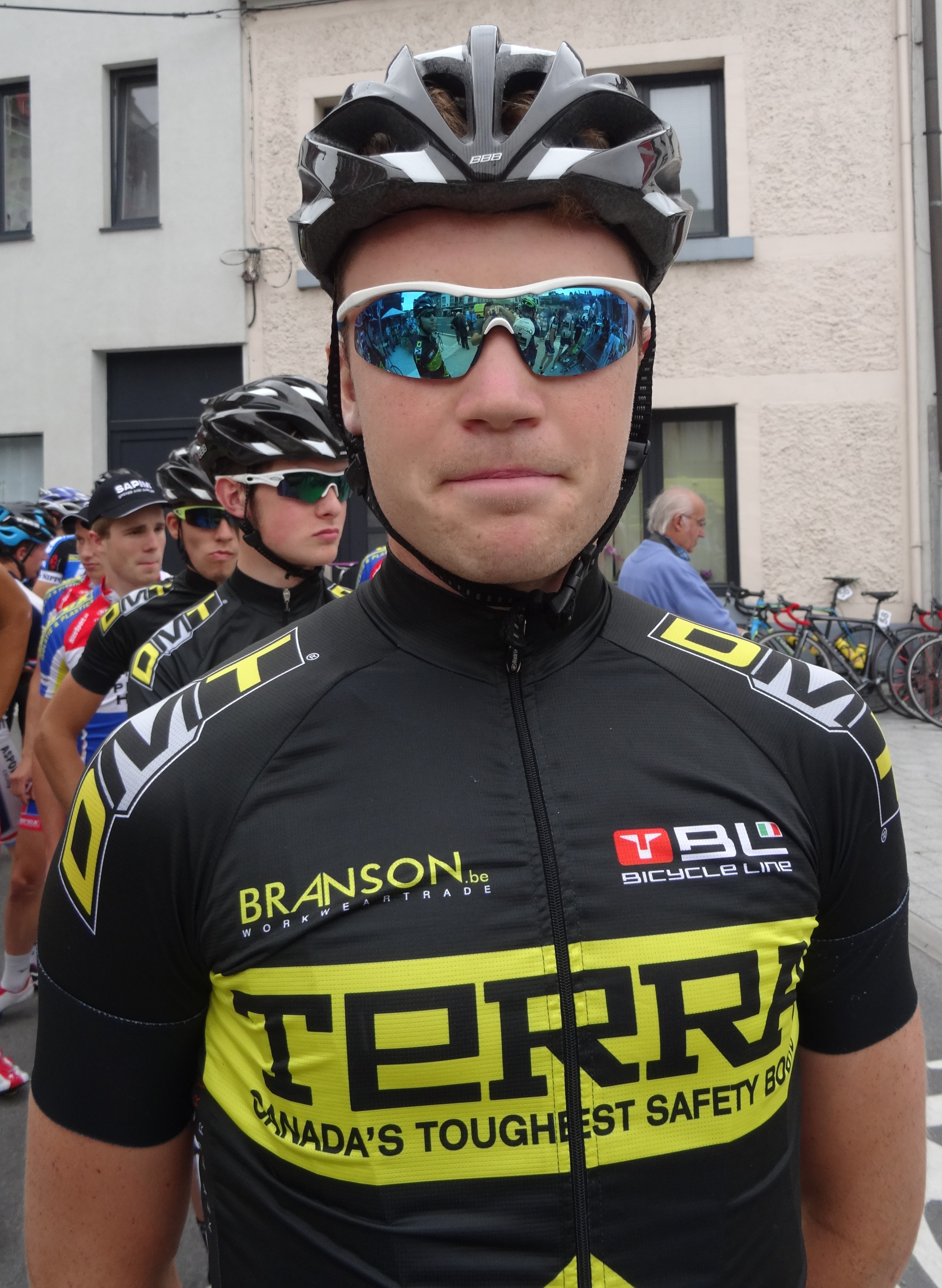
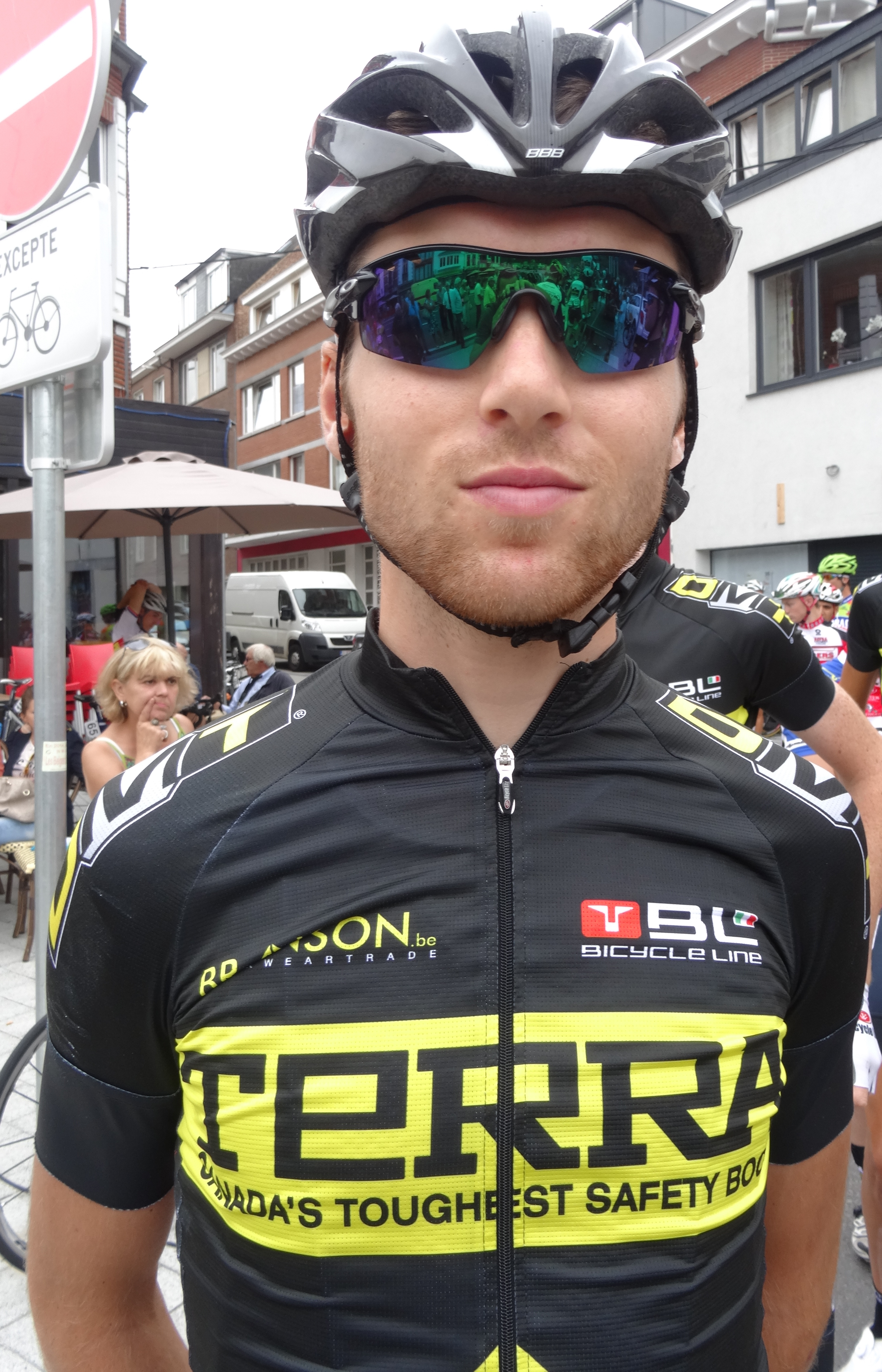
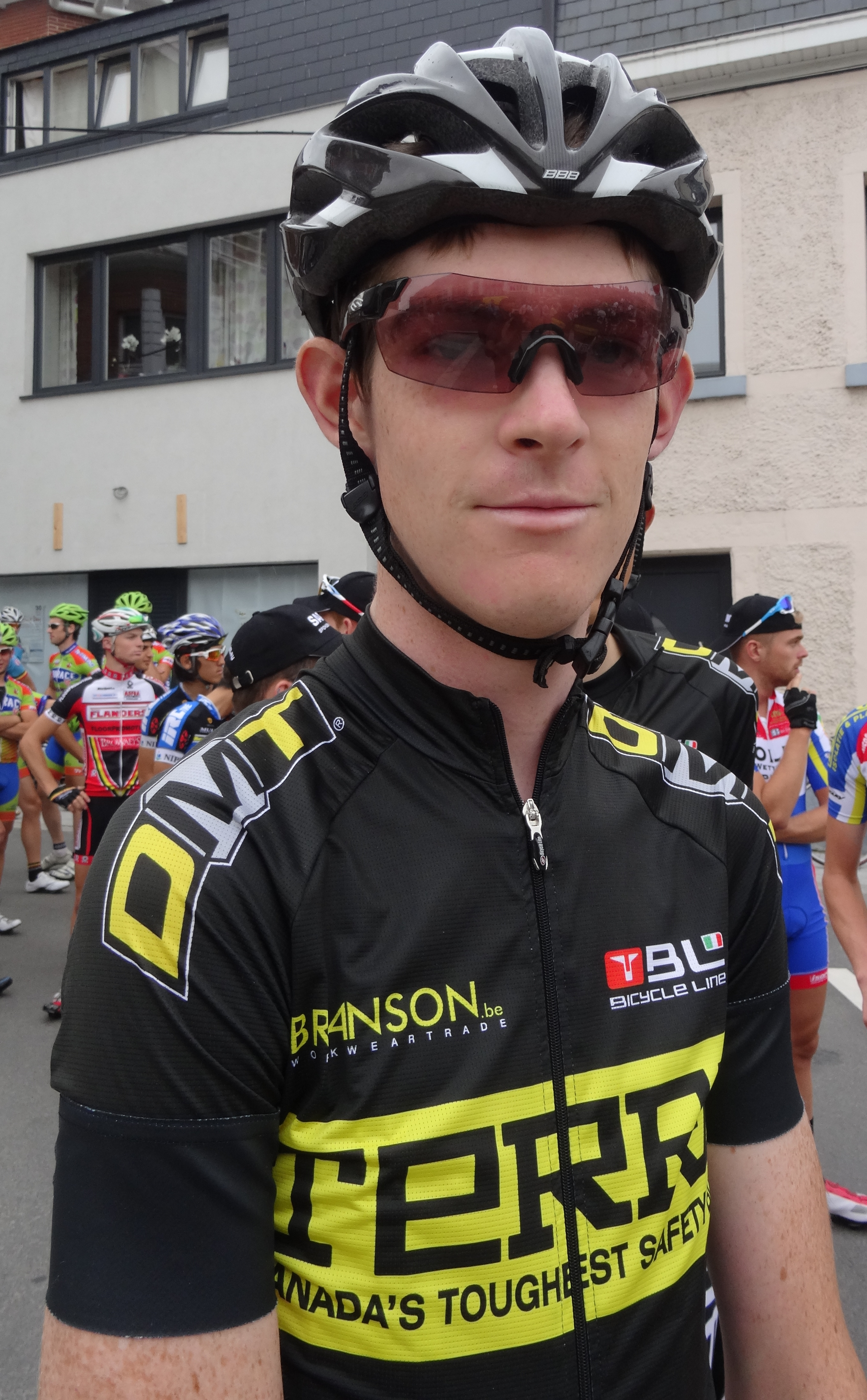
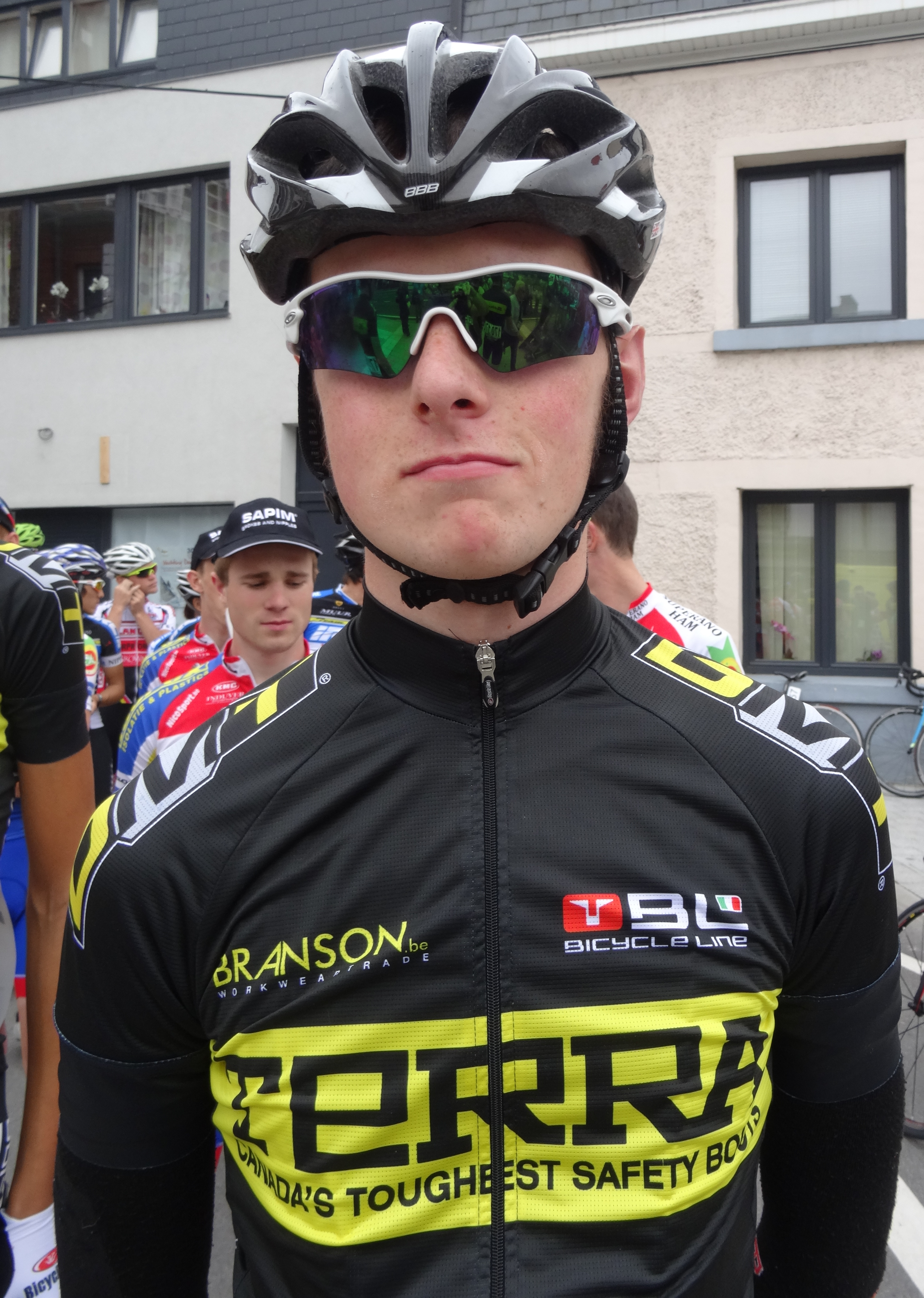
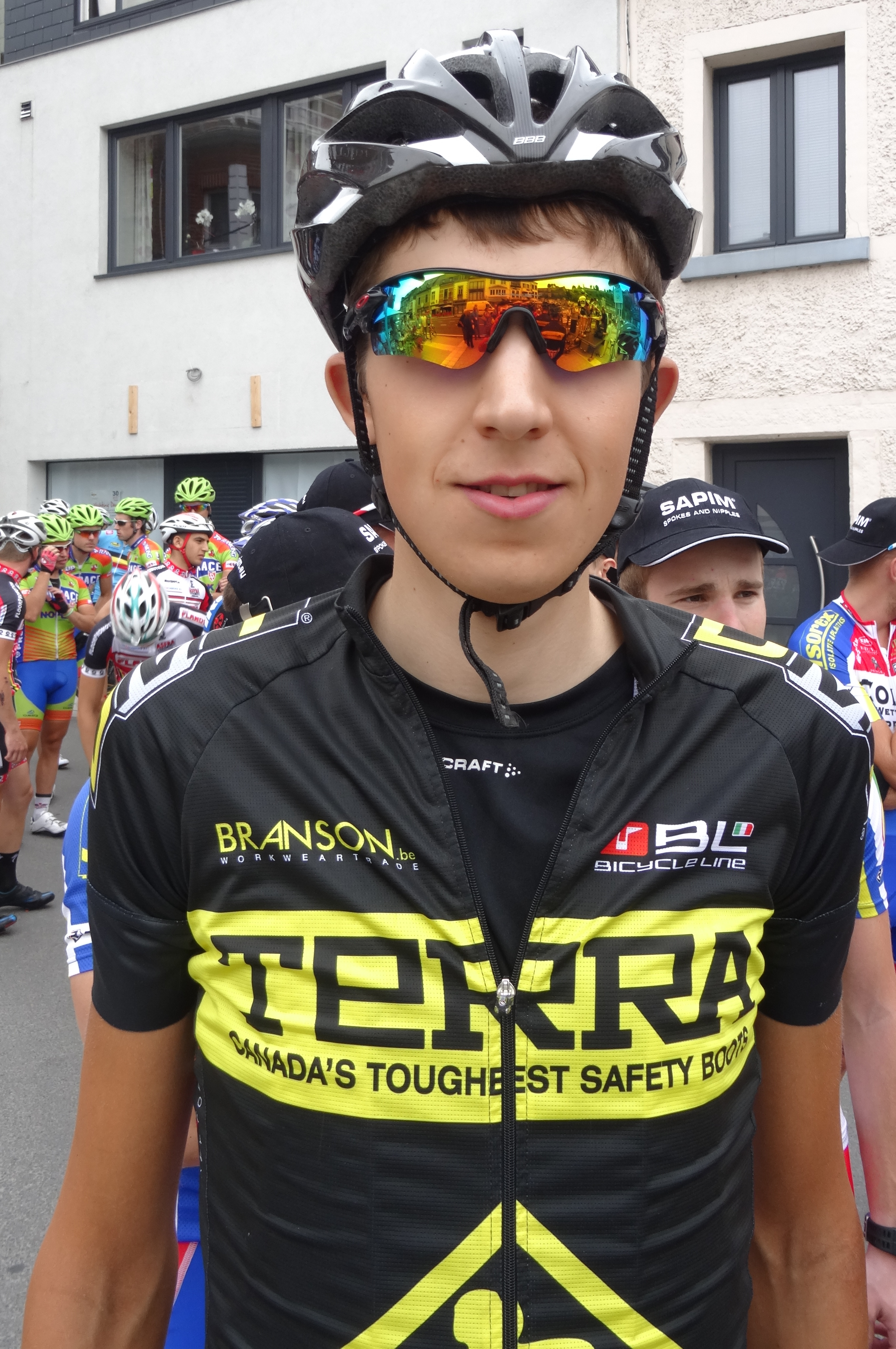
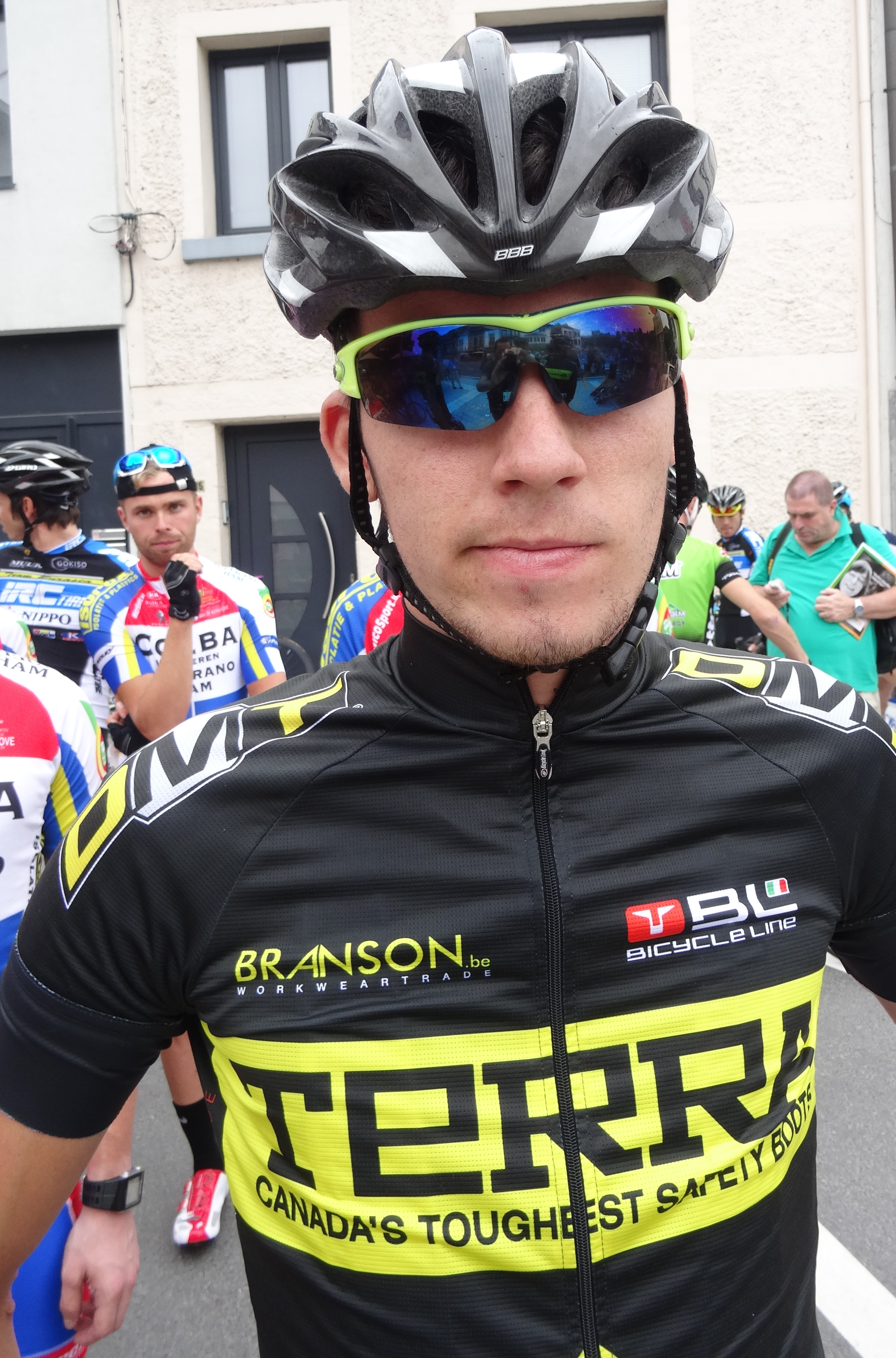

### Victoires
Aucune victoire UCI.